# تل حمو
تل حمو (بالكردية: Til hemo‏) هي قرية سوريّة تتبع إداريّاً لمحافظة حلب منطقة عفرين ناحية جنديرس. بلغ تعداد سكانها 257 نسمة حسب التعداد السكاني لعام 2004، و258 نسمة حسب قيود السجل المدني لنهاية عام 2005.